# John Oballa Owaa
John Oballa Owaa (Ahero, distrito de Nyando, Quênia, 28 de agosto de 1958) é o bispo da Diocese de Ngong no Quênia - consagrado em 14 de abril de 2012 em Ngong. Seu principal consagrador foi John Cardinal Njue.
Foi nomeado bispo da Diocese de Ngong pelo Papa Bento XVI em 7 de janeiro de 2012. A Diocese de Ngong permaneceu vaga com a renúncia do Bispo Cornelius Schilder, M.H.M. em agosto de 2009.
John estudou no Seminário Menor de São Pedro em Mukumu e depois no Tindinyo College, que desde então se transformou em um seminário maior e teológico.
Ele frequentou o St. Augustine Senior Seminary, Mabanga, de 1980 a 1982, e foi para o St. Thomas Aquinas National Seminary em Nairobi. Em 28 de agosto de 1986, seu 28º aniversário, foi incardinado e ordenado sacerdote para Kisumu (Arquidiocese), Quênia.
Fr. John Oballa Owaa obteve a licenciatura e o doutoramento em Direito Canônico na Pontifícia Universidade Urbana de Roma. Em Roma, também trabalhou como funcionário do Pontifício Conselho para a Pastoral da Saúde entre os anos de 1995 e 1997.